# Anatolij Alexejevič Bezuglov
Anatolij Alexejevič Bezuglov (rusky Анатолий Алексеевич Безуглов ; 11. listopadu 1928, Rostovská oblast – 11. ledna 2022) byl ruský sovětský právník, profesor, redaktor a spisovatel.

## Život
Vystudoval Moskevský právnický institut a dosáhl titulu doktora práv. Šest let pracoval jako žalobce na prokuratuře trestního soudu, byl profesorem na Moskevské státní právnické univerzitě, působil v redakcích několika novin a časopisů a v sovětské informační agentuře Novosti (Агентство печати Новости). Od roku 1974 byl vedoucím televizního programu Člověk a zákon (Человек и закон). Byl profesorem Mezinárodní akademie marketingu a managementu, členem Svazů spisovatelů, prezidentem Ruského tvůrčího svazu Detektiv (Детектив), viceprezidentem Mezinárodního nevládní neziskové nadace Věčná památka vojákům, šéfredaktorem časopisu Iterpol-Moskva (Интерпол-Москва), vedoucí představitel strany Právníci za důstojný život a lidská práva (Юристы за достойную жизнь и права человека), Od roku 1993 je prezidentem Ruské akademie financí, ekonomie a práva.
Za své odborné právnické práce obdržel vyznamenání Zasloužilý vědec RSFSR (Заслуженный деятель науки РСФСР). Je znám však také jako spisovatel detektivních příběhů (debutoval roku 1960), z nichž některé napsal ve spolupráci s Jurijem Michajlovičem Klarovem. Získal řadu literárních ocenění včetně první ceny na soutěži Ministerstva vnitra Sovětského svazu a Svazu sovětských spisovatelů.

## Dílo

### Próza
- Конец Хитрова рынка (1967, Konec Chitrovova trhu), společně s Jurijem Michajlovičem Klarovem, první díl trilogie o práci milice ve 20. letech 20. století.
- В полосе отчуждения (1969), společně s Jurijem Michajlovičem Klarovem, druhý díl trilogie.
- Покушение (1973, Atentát), společně s Jurijem Michajlovičem Klarovem, třetí díl trilogie.
- Инспектор милиции (1975, Inspektor milice), česky jako Kde je Markýz?, detektivní román o pátrání mladého inspektora milice po zmizelém závodním koni jménem Markýz.
- Следователь по особо важным делам (1980), česky jako Vyšetřovatel v akci.
- Приключения на обитаемом острове (1983, Dobrodružství na pustém ostrově).
- Записки прокурора (1983, Zápisky prokurátora).
- Презумпция невиновности (1985, Presumpce neviny).
- Чёрная вдова (1989, Černá vdova).
- Мафия (1990, Mafie).
- Хищники (1990, Dravci).
- Прокурор (1994, Prokurátor).

### Filmové scénáře
- Друг Тыманчи (1960, Tumančiho přítel), scénář k ruskému sovětskému televiznímu filmu režiséra Anatolije Nitočkina.
- Когда дрожит земля (1975, Když se chvěje zem), scénář k ruskému sovětskému filmu režiséra Alexandra Borisoviče Kosareva.
- И ты увидишь небо (1978, A uvidíš nebe), scénář k ruskému sovětskému filmu režiséra Georgije Michajloviče Kuzněcova.
- Сувенир для прокурора (1989, Dárek pro prokurátora), scénář k ruskému sovětskému filmu režiséra Alexandra Borisoviče Kosareva.
- Заложники Дьявола (1993, Rukojmí ďábla), scénář k ruskému filmu režiséra Alexandra Borisoviče Kosareva.

## Filmové adaptace
- Дела давно минувших дней (1969, Případ z dávno minulých dnů), ruský sovětský film podle autorovy knihy В полосе отчуждения, režie Vladimir Markovič Šredel.
- Хищники (1991, Dravci), ruský sovětský film, režie Alexandr Borisovič Kosarev.

## Česká vydání
- Kde je Markýz?, Albatros, Praha 1978, přeložila Olga Ptáčková-Macháčková, znovu 1985.
- Vyšetřovatel v akci, Práce, Praha 1987, přeložila Olga Uličná.